# La paura in agguato
La paura in agguato (The Lurking Fear) è un racconto di H. P. Lovecraft scritto nel novembre del 1922 e pubblicato a puntate (nei numeri da gennaio ad aprile del 1923) dalla rivista Home Brew. Weird Tales lo pubblicò poi nel giugno del 1928.
Lovecraft ricevette l'incarico di scrivere il racconto da George Julian Houtain, direttore di Home Brew, che in precedenza gli aveva commissionato la stesura di Herbert West, rianimatore.
I titoli italiani delle quattro parti del racconto sono: L'ombra sul camino, Una sagoma nel temporale, Il significato del bagliore rosso e L'orrore negli occhi.
Da questo racconto è stato tratto il film omonimo diretto nel 1994 da C. Courtney Joyner (inedito in Italia).

## Trama
Un investigatore dell'occulto conduce un'indagine su un'antica casa disabitata e un tempo appartenuta a una famiglia di coloni olandesi di nome Martense. Al mistero della scomparsa dei Martense s'intreccia quello di una orribile creatura che compie autentiche stragi nei villaggi vicini e che compare al sopraggiungere dei temporali.